# جلایر، جلیل‌آباد
جلایر (به ترکی آذربایجانی: Cəlayir) یک منطقه مسکونی در جمهوری آذربایجان است که در شهرستان جلیل‌آباد واقع شده است. جلایر ۱۰۰۴ نفر جمعیت دارد.